# NGC 1319
NGC 1319 is een lensvormig sterrenstelsel in het sterrenbeeld Eridanus. Het hemelobject werd op 13 november 1835 ontdekt door de Britse astronoom John Herschel.

## Synoniemen
- PGC 12708
- ESO 548-6
- MCG -4-9-3